# Sonaecom
Sonaecom ist ein portugiesisches Unternehmen der Sonae-Gruppe, das im Jahre 1994 gegründet und erst im Jahr 1999 seinen heutigen Namen bekam. Ângelo dos Santos Paupério ist Vorstandsvorsitzender des Telekommunikationsunternehmens. Sitz des Unternehmens ist Maia bei Porto.
Sonaecom ist die Subholding der Sonae, zuständig für Telekommunikation, Medien, Software und System-Integration (SSI). In ihrem Bereich werden der Mobiltelefonanbieter Optimus mit einem beträchtlichen Teil am Markt und die drittgrößte portugiesische Tageszeitung Público verwaltet.
Weitere Unternehmen der Sonaecom:
- Miau (Auktionsportal)
- Bizdirect (Unternehmens- und Vertragsmanagement, Beratung)
- Mainroad (Informationssysteme für Unternehmen)
- WeDo Technologies (Softwareprodukte)
- Saphety (Digitale Zertifikate)

## Eigentümerstrukturen
Die Aktie der Sonaecom hat an der Portuguese Stock Index 20 eine Gewichtung von 0,64 %.
| Anteil  | Anteilseigner          |
| ------- | ---------------------- |
| 53,16 % | Sonae Holding          |
| 20,00 % | Atlas Services Belgium |
| 3,41 %  | BCP                    |
| 2,02 %  | Banco Santander        |
| 2,15 %  | Sonae (eigene Aktien)  |
| 19,25 % | Streubesitz            |